# Acropogon schumanniana
Acropogon schumanniana är en malvaväxtart som beskrevs av Schlechter. Acropogon schumanniana ingår i släktet Acropogon och familjen malvaväxter. Inga underarter finns listade i Catalogue of Life.